# Szepes Mária
Szepes Mária, névváltozatok: Orsi Mária, Orsy Mária, Papír Mária, Papír Magda, született: Scherbak Magdolna, névváltozat: Scherbák (Budapest, Terézváros, 1908. december 14. – Budapest, 2007. szeptember 3.) magyar író, forgatókönyvíró, költő és színész. Írói álneve Orsi Mária, színészként Papír Magdaként szerepelt. Legismertebb művei A Vörös Oroszlán és a Pöttyös Panni-sorozat.

## Élete

### Családja
Apja Scherbak Oziás (1877–1911), művésznevén Papír Sándor, színész, anyja Kronémer Mária (1883–1953), művésznevén Kornai Margit, énekes-, színésznő volt, akik 1906. október 30-án kötöttek házasságot Budapesten, a Terézvárosban. Bátyja, Scherbak (Papír) Viktor (1907–1976), nyelvész, író, filozófus, zenész és asztrológus volt. Filmesként Papír illetve Galántai Viktor néven is szerepelt, írói neve Wictor Charon volt. Jelentős életművet hagyott hátra, ami már keletkezése pillanatától, meghatározó inspirációt nyújtott húga számára. Egy fiútestvérük még csecsemőkorában meghalt.

### Gyermekkor
Apja 1911-ben, nem sokkal halála előtt megalapította az Újpesti Népszínházat és a kis Mária már 3 éves korától gyermekszínészként szerepelt. Ekkor a család még Újpesten élt, előbb a Tavasz, majd a Deák utcában. 1913-ban Pestre költöztek, a Rákóczi út 51. számú házba. Erröl az idôszakról könyvet írt a "Végtelenbe nyíló Rákóczi Udvar" címmel. 1915. szeptember 25-én Budapesten anyja újra férjhez ment. Galánthay Balogh Béla filmrendező vette el, aki színészként kezdte, majd 1916 és 1943 között 67 filmet rendezett.
Mária a Rökk Szilárd utcai elemi iskolába járt. Első gyermekszerepét a Cigányszerelem című operettben kapta, kétévesen. Kiskorában Papír Magda néven több némafilmben is játszott, köztük A megfagyott gyermekben, melyet nevelőapja rendezett. 9 évesen már verseket, novellákat írt.
1925-ben, 17 éves korában balettvizsgát, majd kereskedelmi érettségit tett, ezután a Walter-féle szemináriumban művészettörténetet, irodalmat, pszichológiát hallgatott. Kezdetektől fogva írónak készült, képezte magát, nagy hatással voltak rá a Nyugat és Ady Endre versei. 1929-ben, 21 éves korában kezdte meg naplójegyzeteinek írását. 1930. november 13-án áttért az evangélikus vallásra.

### A harmincas évek
Megismerkedett Szepes Béla (1903–1986) képzőművésszel, olimpiai ezüstérmes, többszörös atléta- és síbajnokkal, akivel 1930. december 24-én Budapesten, a Józsefvárosban össze is házasodtak, ekkor vette fel férje nevét. Mária zsidó családban nevelkedett, ám már gyermekkorában meghatározó élmény volt számára az ismeretségi körükből beáramlott keresztény vallás, amit fiatalkorában nevelőapja, majd férje hozott a családba. Mindig is azt érezte magához közelebb állónak, ami későbbi világképében is megjelent.
1931. január 2-án Berlinbe utaztak nászútra, és egyben dolgozni is, újdonsült férje ugyanis több német lapnál volt alkalmazott újságíró és sportkarikaturista. Három évet töltöttek a német fővárosban.
Szepes Mária ezalatt Samuel Gerling professzornál pszichológiát, irodalomtörténetet, összehasonlító vallásfilozófiát tanult, itt alapozta meg későbbi írásaiban visszaköszöntő világképét és gondolkodásmódját („az összefüggések tudománya”), közben karcolatokat írt az Ullstein Berliner Zeitung im Mittag napilapba. Vizsgáit már nem tudta letenni a közelgő második világháború miatt. Professzorát zsidó származása miatt elhurcolták.
1933-ban hazatértek, és a Budafoki út 55. alá költöztek.
A fiatalasszony néhány évig a Budapester Rundschau munkatársaként dolgozott, Szepes Béla pedig apósa néhány filmjében is részt vállalt, hol forgatókönyvíróként, hol rendezőasszisztensként.
1934-es, kékestetői élményeiből írta Akiknek pénzük van című regényét. 1938-ban férjével a Kökörcsin utcába költözött. Májusban megszületett egyetlen gyermekük, Szepes Miklós Béla, aki 7 hónapos korában, decemberben meghalt. A családi tragédia után néhány hónappal a gyerekszobás, szomorú emlékű lakást elhagyták, és átköltöztek a közeli Ulászló utca 72-es számú házába.

### Háborús évek
1939-ben, Tihanyban, egy rózsakeresztes inspiráció hatására hozzákezdett akkor még novellának indult írásához, amely az idők folyamán legismertebb regénye, majd az egyik legkalandosabb életű magyar könyv lett: A Vörös Oroszlán. Ezen a művén öt évig dolgozott.
Nevelőapja 1941-ben alapított vállalatában készült filmjeihez Orsi Mária néven forgatókönyveket is írt, köztük A megfagyott gyermek újonnan forgatott változatához, amelyet az első, valóban gyermeksorsot bemutató magyar filmként tartanak számon. Családi vállalkozásként a filmvilágban évek óta rendezőként tevékenykedő apja és színésznő anyja megalapította a Balogh Film Kft.-t, ami többek között két Karády-filmet is gyártott. 
Az egyik, a Ne kérdezd, ki voltam!, anyja ötletéből, Szepes Mária forgatókönyvéből, bátyja zenéjével és apja rendezésében készült. A rengeteg cenzuriális vágás ellenére („a legjobb jeleneteket vágatták ki”) a film nagy siker lett. A másik, az Ópiumkeringő szintén sikeres volt, a forgatókönyvet és Karády Katalin dalszövegeit itt is Szepes Mária írta.
A háborút Viktor bátyjával leányfalui nyaralójukban vészelte át. Ide is csak úgy tudtak lekerülni, hogy bátyja, aki jógagyakorlatainak köszönhetően irányítani tudta szívműködését, „rosszul lett”, és azután kalandos körülmények között egy mentőautón menekültek vidéki elszigeteltségükbe. Szepes Béla, aki származása folytán „védett” volt, közben Pesten próbált segíteni az üldözötteken.
A háború után férjével sikerült beköltözniük egy romos pasaréti villalakásba, majd a helyreállítás után Viktor bátyjával már telt házas előadásokat tartottak a Bristol Szállóban és a Zeneakadémián.

### A Vörös Oroszlán
1946-ban jelent meg A Vörös Oroszlán, Orsi Mária szerzői névvel a Hungária kiadásában, 2000 példányban. Nem sokkal megjelenése után, amikor a kiadókat is államosították (1948), a könyvet felforgató és veszélyes műnek találván, begyűjtötték, és minden példányát bezúzták. Negyven évig volt tiltott könyv. Íróját, a nem létező Orsi Máriát „nem találták”.
Hamvas Béla, Szepes Mária igen jó barátja, aki ekkor már a Országos Széchényi Könyvtárban dolgozott, meg tudott menteni négy példányt. „Amikor azt hitték, megölték a könyvemet, akkor kezdett el élni.”, mondta Szepes Mária, és így is lett. A mű első német kiadása már 1947-ben megjelenhetett. 1984-ben, az Amerikában élő Püski Sándor az eredeti kiadás alapján New Yorkban publikálta. Még abban az évben, a Kozmosz Fantasztikus Könyvek sorozatában, némileg meghúzva és utószóval kiegészítve, fantasyként ismét, 58 ezer példányban megjelent. (1989-ben jelenhetett meg itthon ismét szabadon.) Az NSZK-ban A Hónap Könyve lett, 1985-ben pedig a Lasswitz-alapítvány versenyén is helyezést ért el. Fordításait több országban is olvashatják.
A könyv alaptémája egy elixír, maga a Prima Materia, amely a halandókat halhatatlanná, vagy legalábbis hosszú életűvé teszi, és a kiválasztottaknak megadja azt a képességet, hogy emlékezzenek előző életeikre, tetteikre. A mű fő üzenete "miként lesz az ember hamuból, gyémánt, halandóból – halhatatlan, elesettből – felmagasztosult, gyarlóból – isteni”. A Vörös Oroszlàn a ‘Príma Materia’, az alkimistàk elixirje, mely az egyszeri embernek csupán aranyat csinál az ólomból, mialatt a rejtett mondanivalója az, hogy miként lesz az ‘ólom emberböl – aranyember’ az igazi transzmutáció, ahol maga a földi válik istenivè.
A könyv első olvasatban egy izgalmas regény, aminek története több évszázadot ível át. Sokak azonban ezoterikus beavatási regényként tekintenek rá.

### A kommunizmus alatt
A negyvenes évek végén a kommunista hatalom erősödésével Szepes Mária és Viktor bátyja előadásainak más formát kellett ölteniük. 1947. május 27-én kezdődtek, immár saját lakásukon, az Academia Occulta előadásai, amelynek fakultásait tizenhat jegyzetben adták közre, akkor még természetesen „szamizdatként”.
„Budai lakásomban 1945 óta adták és adják egymás kezébe a kilincset a látogatók, köztük olyanok, mint Baktay Ervin, Hamvas Béla, Várkonyi Nándor. 1947 után egész kis földalatti kulturális mozgalom alakult ki nálunk. Titokban olvastuk, fordítottuk a szinte megszerezhetetlen műveket az Állatfarmtól a Sötétség délbenig.”
A tanfolyamok teljes anyaga saját hazájában majd csak fél évszázad elmúltával láthatott napvilágot.
A kommunizmus legsötétebb éveiben kezdte el Szepes Mária Pöttyös Panni sorozatát, ami azután rövid időn belül nagy sikert aratott, ma is újabb és újabb kiadásai követik egymást.
„A fodrásznál volt egy találkozásom egy orosz kislánnyal, a kis Tamarával. Oda is tollal, füzettel jártam, és ő egyszer csak felült a térdemre, hogy rajzoljak neki. Ezt a tündéri kis lánykát aztán beleírtam a Pöttyös Panni mesémbe, hogy a két kislány összebarátkozik. 1953-ban ki is jött a könyv, óriási sikere lett. Kiderült, hogy én az új éra legnagyobb könyvét írtam meg csak azért, mert volt benne egy négyéves szovjet kislány.”
1963-ban művéért megkapta a Népművelési Intézet Jutalmát.

### Raguel 7 tanítványa
1947-ben már írta, 1977-ig érlelte Szepes Mária a A Vörös Oroszlánnál nem kevésbé fontos, ám jóval kevesebbet emlegetett regényfolyamát, a Raguel hét tanítványát. A mű sok életrajzi elemet tartalmaz önmagáról, és Viktor bátyjáról is.
„A »Raguel-Saga« írása közben plasztikusan életre kelt valamennyi hősöm, hősnőm alakjával annyira azonosultam, hogy velük együtt éltem át szerelmeiket, csalódásaikat, sikereiket, kudarcaikat, örömeiket, vergődésüket. Velük merültem poklok szakadékába, s emelkedtem a Kozmosz végtelenné táguló kiterjedései közé. Ma is velem vannak. Szellemi, érzelmi gazdagságot sugároznak, megosztják azokkal az olvasókkal, akik elméjüket, lelkület megnyitják előttünk.”
Raguel, az időtlen, évszázadokon át újjászületett Mester (vagy maga Raguel arkangyal?) magához hívja tanítványait, a zodiákus jegyeinek 7 képviselőjét, amúgy közönséges földi halandókat, hogy együtt vészeljék át a közelgő Világalkonyt, és megalapozzák a jövendő emberiség létét.
Ám még a nagy találkozás előtt megismerhetjük a szereplőket. A jellemábrázolások kitűnőek. Szinte minden figura életét születésétől fogva nyomon követhetjük, lelki-szellemi fejlődésükkel egyetemben. A 7 főszereplő a 7 alkímiai égitest: a Hold, a Mars, a Merkur, a Jupiter, a Vénusz, a Szaturnusz, és a Nap őstípusa, de ugyanúgy jelenti a beavatás 7 fokát. Amíg „véletlenül” mindannyian eljutnak Mythenburg várába, a végkifejletig.
Magánkiadásban szerették volna megjelentetni, ami Szepes Béla utolsó kívánsága is volt, de végül ez a beavatási regény is csak a rendszerváltozás után, 1990-ben kerülhetett először a nagyközönség elé.
„A Raguel hét tanítványát életem főművének, és utolsó nagy opuszának tartom. Egyes részeit ma bizonyosan másképp írnám meg, mégsem változtattam rajta, mert minden mozzanata összefügg szellemi fejlődésem szakaszaival, az egyre bővülő körű tanulmányokkal, amelyeket folytattam. Tudom, hogy a Raguel nem publikálható ma ebben az országban. De szilárd meggyőződésem, hogy amikor elérkezik az ideje, mindazok olvasni fogják, akikhez a benne rejlő fontos üzenetek szólnak…”, írta 1977-ben.
A művet azóta németre is lefordították (Der Berg der Adepten; Weltendämmerung) Az adeptusok hegye illetve Világalkony címmel, két kötetben.

### Sci-fi
Ugyanezekben az években az írónő, szinte csak ujjgyakorlatként – valamint a A Vörös Oroszlán „fantasztikus” útját megalapozandó – több tudományos-fantasztikus regényt is alkotott, amivel újabb olvasóréteget hódított meg: a felnövekvő fiatalságot.
Varázstükör regénye előbb jelent meg németül (Zauberspiegel), mint magyarul.

### 1989 után

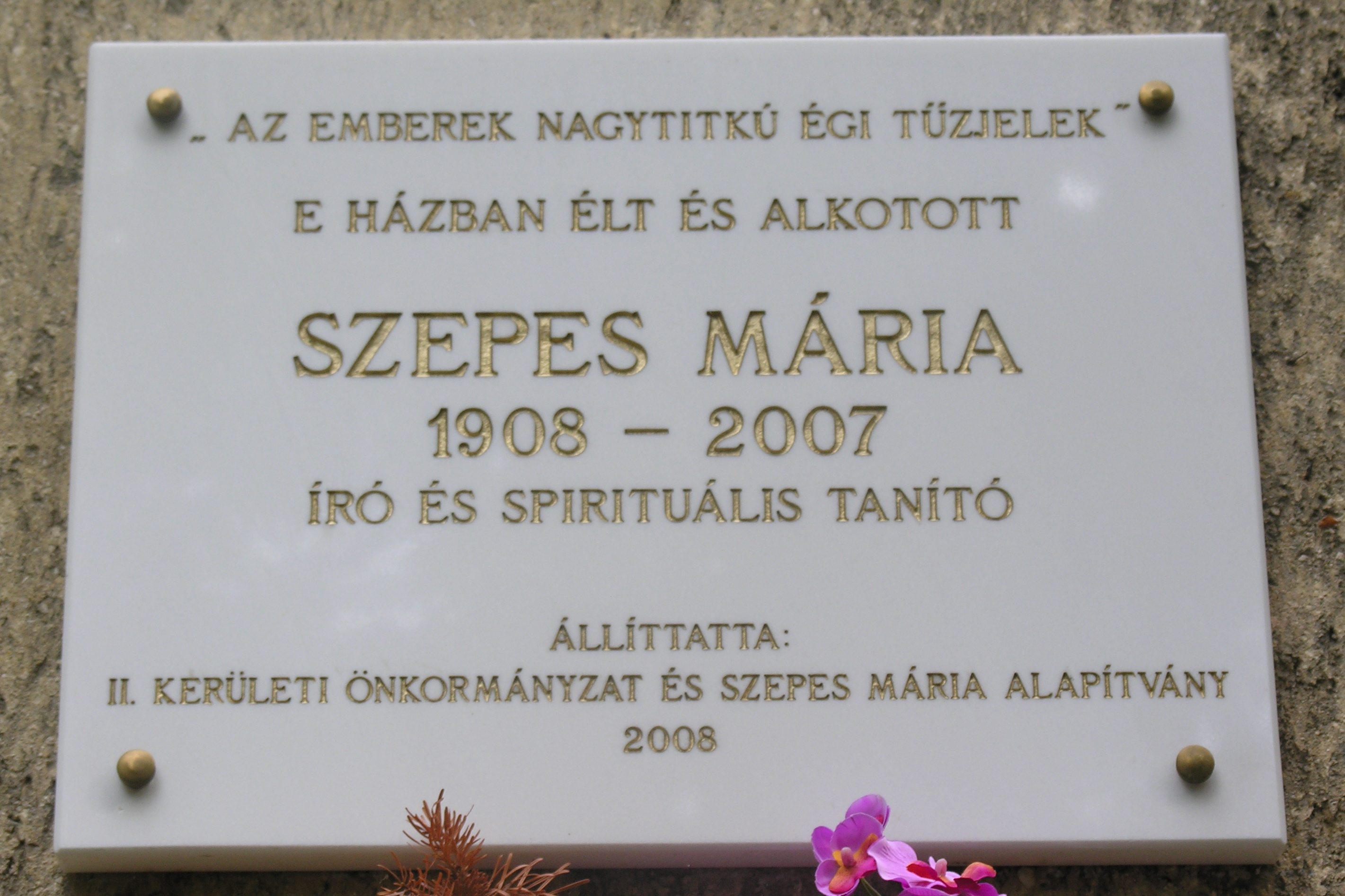
Szepes Mária emléktáblája egykori lakhelyén, a Júlia utca 13. szám alatt

A rendszerváltás után számos, korábban kéziratban fekvő ezoterikus könyve jelent meg.
Az írónő nevét viselte az 1994-ben megszűnt Szepes Mária Általános Iskola.
Szepes Mária 1994-ben a Magyar Köztársasági Érdemrend tisztikeresztjét, 1998-ban pedig a Középkeresztet vehette át munkásságának elismeréseként.
Alapítója és haláláig a fővédnöke volt az 1997-ben indult SZINTÉZIS Szabadegyetemnek.
1999-ben többedmagával közreműködőként szerepelt a Világokon át – Barangolás a metafizika birodalmában sorozat első, Az anyag: káprázat, vagy valóság? című részében. Az epizódban megszólaltatott további személyek Héjjas István, Dúl Antal, dr. Gelléri Júlia, Paulinyi Tamás és László Ervin voltak.
A Szegedi Egyetem filozófia tanszékén művei tankönyvnek számítanak.[forrás?]
„Az a mániám, vagy szent őrületem, hogy amit írok, azt érdekesen írjam. Nincs jogom untatni sem tudománnyal, sem művészettel senkit. Százötven könyvem jelent meg eddig, de kétszáz lesz azután, ha én már levetem a testemet…”
Haláláig interjúkötetén dolgozott Nemere Istvánnal.
Sírja a Farkasréti temetőben található (60/14-48).

## Filmszerepei
Papír Magda néven
- Szulamit (1916)
- Az obsitos (1917)
- Hivatalnok urak (1918)
- Lengyelvér (1920)
- A megfagyott gyermek (1918?/1921)
- Leánybecsület (1923)
- Mária nővér (1928-29)

## Művei
Az évszám az első megjelenés időpontja

### Forgatókönyvek
Orsi/Orsy Mária néven
- Tomi, a megfagyott gyermek (1936)
- 300 000 pengő az uccán (1937)
- Mária két éjszakája (1940)
- Ne kérdezd ki voltam (1941)
- Ópiumkeringő (1943)

### Ezoterikus regények
Orsi Mária néven
- A Vörös Oroszlán (1946, Hungária; 1971 után [1984?] Püski)

Szepes Mária néven
- A Vörös Oroszlán (1984, Kozmosz; 1989, Háttér ; 1994-től Édesvíz)
- Raguel hét tanítványa:
  - Ízisz bárkája (1990)
  - Mars szekere (1990)
  - Hermész útja (1990)
  - Jupiter palotája (1991)
  - Vénusz ösvénye (1991)
  - Szaturnusz barlangja (1991)
  - Phaeton fogata (1991)
- Varázstükör (é. n., [1989 körül])
- Katarzis. Corinna regénye / A Jasper család szégyene; Édesvíz, Budapest, 1999
- Corinna története. A vörös oroszlán varázslatos nőalakjának pokoljárása és katartikus útja; 2. jav. kiad.; Édesvíz, Budapest, 2015

### Mese- és ifjúsági könyvek

#### Pöttyös Panni-sorozat
- Pöttyös Panni (1953)
- Pöttyös Panni a Balatonon (1956)
- Pöttyös Panni az óvodában (1956)
- Pöttyös Panni naplója (1959)
- Pöttyös Panni és Kockás Peti naplója (1962)
- Pöttyös Panni Hetedhétországban (1973)
- Szia, világ! (1980)
- Bolondos szerszámok (1981)
- Eleven képeskönyv (1982)
- Csupaszín (1983)
- Harkály anyó (1983)
- Zsákbamacska (1983)
- Rőzse néni kunyhója I. (1985)
- Pöttyös Panni az idővonaton (1989)
- Furfangos szerszámok (2000)
- Rőzse néni kunyhója II. (2002)
- Pöttyös Panni az iskolában (2002)
- Kedvenc meséi (2008)

#### Egyéb
- Pingvinkönyv (1957/1958)
- Boróka néni kincse (1979)
- Táltos Marci (1979)
- Fityfiritty (1980)
- Csillagvarázs (1996)
- Szepes Mária füveskönyv; vál. Zsámboki Mária; Édesvíz, Budapest, 2008
- Szepes Mária–Nemere István–Veress Miklós: Életfa; szerk. Vincze Attila; Világóceán, Százhalombatta, 2015

### Tudományos-fantasztikus könyvek
- Surayana élő szobrai (1971)
- Tükörajtó a tengerben (1975)
- Napszél (1983)
- A változatlanság hullámhossza (1986)
- A Tibeti Orgona (1987)
- Gondwána boszorkánya (1993)
- Felhőszobrász (2002)
- A mesés Gondwána; Édesvíz, Budapest, 2014

### Regény
- Lázadó szerepek (1985)

### Vers
- Csillagpor. 1925–1994 (1994)
- Versek (hallgatható mp3)[7]

### Ezotéria
- A mindennapi élet mágiája (1989)[8]
- Álomszótár (1989)
- A szerelem mágiája (1990)
- Pszichografológia (1990)
- – Wictor Charon: Atlantiszi mágia (1990)
- A gyógyító öröm mágiája (1991)
- A tarot bölcsessége (1993)
- Az álom mágiája (1994)
- A smaragdtábla (1994)
- Szepes Mária–Wictor Charon: Académia Occulta (1994)
- A fény mágiája (1995)
- Az áldozat mágiája (1998)
- Angyalok éneke (1998)
- Merre tartasz, ember? (2000)
- Misztériumok könyve (2000)
- Dimenzió-tarot (2001)
- Istenek tüze (2001)
- Aranykor (2002)
- A lélek anatómiája (2002)
- Lángoló időfolyó (2002)
- Csillagjóga (2004)
- Örök pillanat (2004)
- Szómágia (2004)
- A nevek mágiája (2005)
- A fény evangéliuma (2006)
- Dimenzió-tarot. A sorsalakítás művészete; a jóslásra vonatkozó részeket Gálvölgyi Judit írta, a kártyák Stichleutner József munkája; Édesvíz, Budapest, 2007 (Életműsorozat)
- Mágiák könyve; szerk. Kovács Julianna; Édesvíz, Budapest, 2008 (Életműsorozat)
- A mindennapi élet mágiája; 2. jav. kiad.; Édesvíz, Budapest, 2014
- Smaragdtábla. Az analógiák tana; 2. jav. kiad.; Édesvíz, Budapest, 2017 (Életműsorozat)
- Meditációk; szerk. Kovács Julianna; Édesvíz, Budapest, 2018 + 2 CD
- Dimenziótarot. Könyv és 24 lapos kártyacsomag; közrem. Gálvölgyi Judit, kártyák Stichleutner József; Édesvíz, Budapest, 2021 (Életműsorozat)

### Önéletrajz
- Emberek és jelmezek (1988)
- Emberek és jelmezek. Emlékek polifóniája; 2. bőv. kiad.; Édesvíz, Budapest, 1998
- Szibilla. Jegyzetek az életemhez. Napló, 1929–2004; Édesvíz, Budapest, 2007 + CD
- Szibilla. Szepes Mária naplója; szerk. Kovács Julianna; 2. jav. kiad.; Szepes Mária Alapítvány–Édesvíz, Budapest, 2015 + DVD
- A végtelenbe nyíló Rákóczi udvar; Édesvíz, Budapest, 2018 + CD

## Díjak, kitüntetések
- Arany Meteor-díj (1972)
- Galaktika-díj (1987)
- A Magyar Köztársasági Érdemrend tisztikeresztje (1994)
- A Magyar Köztársasági Érdemrend középkeresztje (1998)
- Arany János-díj (2001)
- Lélekpillangó Életműdíj jelölés (2012 – majd 2013)

## Emlékezete
- Nevét viseli az 1996-ban létrejött Szepes Mária Alapítvány,[9] valamint az alapítvány által, 2014-ben alapított Szepes Mária-díj.[10]
- Szellemiségét, tanításait képviseli a Fényház Stresszoldó és Személyiségfejlesztő Központ keretén belül működő „Szepes Mária Fényháza az Indigó Gyerekekért Iskola” programja.

## Egyéb hivatkozások
- Szepes Mária, Online hangos-versek Archiválva 2012. május 2-i dátummal a Wayback Machine-ben
- Szepes Mária Alapítvány
- Melinda Világa – Szepes Mária[halott link]
- Kortárs magyar írók
- Szepes Mária: A Szintézis Szabadegyetem Alapítására Archiválva 2007. szeptember 30-i dátummal a Wayback Machine-ben
- Szepes Mária: A tudományos idealizmus és a fizika filozófiája
- Szepes Mária az Internet Movie Database oldalon (angolul)
- Szepes Mária a PORT.hu-n (magyarul)
- Szepes Mária.lap.hu – linkgyűjtemény

### Videó
- Szepes Mária 1997-es felvételen